# Claire Starozinski
Claire Starozinski (18 d'abril de 1952), és una professora francesa, escriptora i defensora dels drets dels animals que se centra en l'oposició a la correguda de toros. És presidenta de l'Alliance Anticorrida (Aliança anti-corrida), que va fundar el 1994 i autora de diversos llibres i fullets sobre la corrida, incloent On est toujours le taureau de quelqu'un (Sempre som el toro d'algú, 2003) i La Face cachée des corridas (La cara oculta de les corregudes, 2006).
Michael Ogorzaly escriu que Starozinski ha participat en diverses batalles legals importants a França per reduir la tauromàquia, incloent-hi el juliol de 2001, quan l'Aliança va guanyar un cas a Tolosa de Llenguadoc que declarava que la correguda era il·legal i que no hi havia una tradició contínua de la pràctica. La sentència va ser confirmada el 2005 per la Cort Suprema.